# لاوردا

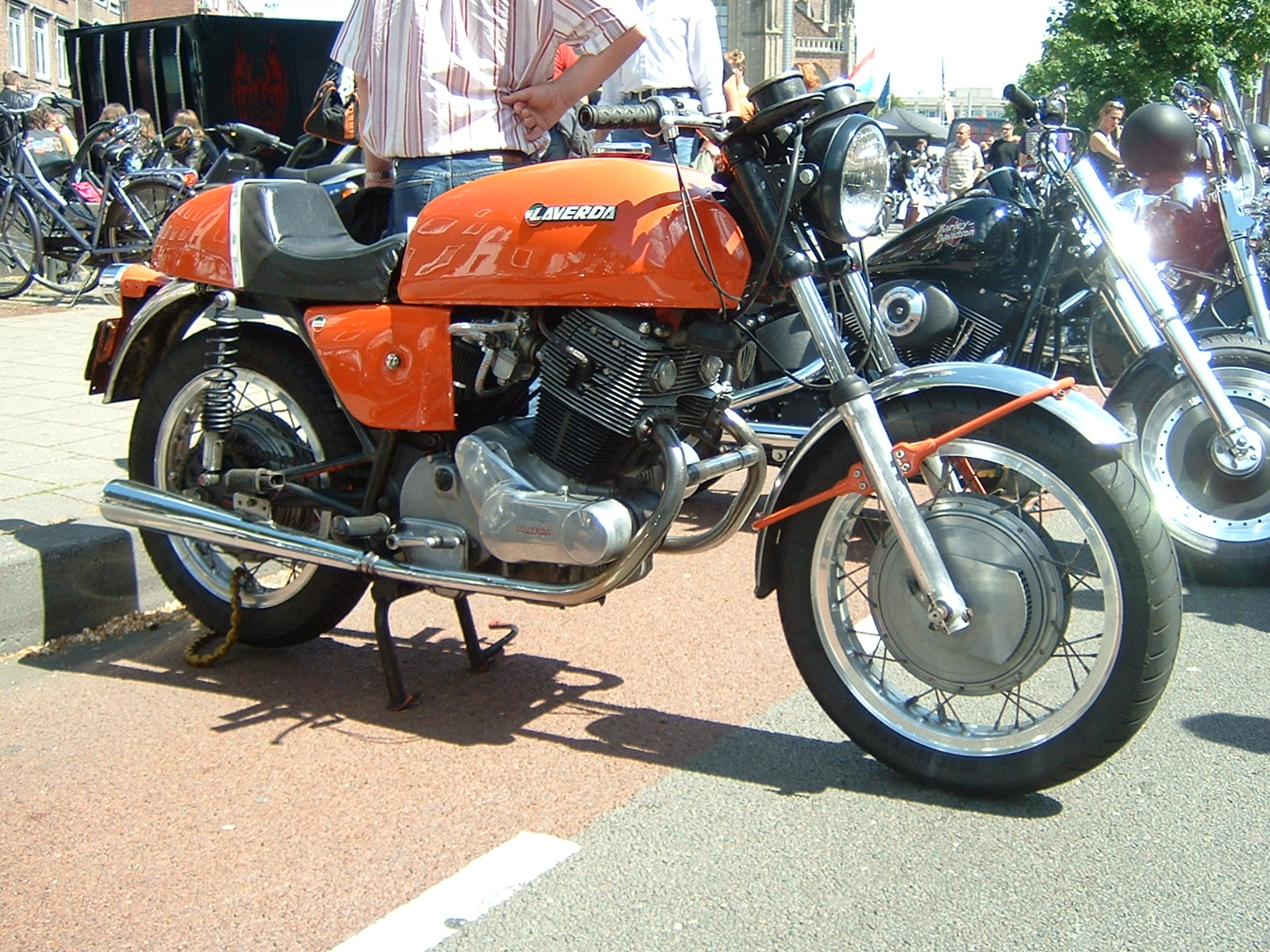
محصولی از لاوردا

لاوردا (انگلیسی: Laverda) شرکت موتورسیکلت‌سازی ایتالیایی است، که در سال ۱۸۷۳ تأسیس شد و هم‌اکنون زیرمجموعه‌ای از شرکت پیاجو می‌باشد.